# لاک‌پشت جزیره پینتا
لاک‌پشت جزیره پینتا (نام علمی: 'Chelonoidis nigra abingdonii')، که با نام‌های لاک‌پشت غول‌آسا پینتا، لاک‌پشت جزیره آبینگدون، یا لاک‌پشت غول‌آسا جزیره آبینگدون، شناخته می‌شود، زیرگونه از لاکپشت گالاپاگوس بومی جزیره پینتا اکوادور است. ' این لاک‌پشت که از کمیاب‌ترین جانوران دنیا و سن آن به نزدیک صد سال بود، در ۲۴ ژوئن ۲۰۱۲ در پارک ملی گالاپاگوس مرد.